# ドナ・ノーブル
ドナ・ノーブル（Donna Noble）は、イギリスのSFドラマ『ドクター・フー』の登場人物。10代目ドクターのコンパニオンであり、キャサリン・テイトがシリーズ2『永遠の別れ』から2009年スペシャル『時の終わり』まで演じた。
キャサリン・テイトがBBCの別の番組で嫌われ者の役を演じたため当初ファンからのドナへの印象は良いものではなかったが、彼女の描写された人間性により高評価に転じた。

## 人物
チズウィックで祖父ウィルフレッドや母シルビアとともに暮らす派遣社員。ローズ・タイラーやマーサ・ジョーンズの次に10代目ドクターと旅をしたコンパニオンであるが、ドクターに恋心を抱いていた両者とは異なり、ドクターとの関係は友人関係と言うのが適切である。性格はお喋りかつ豪快で、周囲を困惑させる傾向の強いドクターまでもを振り回している。なお、彼女が勤務するHCクレメンツはトーチウッドが1984年に買収していた。
無職になったことや配偶者のいないことを母シルビアから口うるさく言われている。本人はしがない派遣社員を自称しているが、生涯でドクターと何度も巡り合う、歴史上の出来事が彼女に集中しているなどの異様な因果に包まれている。
マスターやダヴロス、ジャック・ハークネス、ローズ・タイラー、マーサ・ジョーンズ、リヴァー・ソングといったドクターの人生に関わる数多くの重要人物と出会っている。

## 作中での行動
ランス・ベネットとの結婚式の最中、体内に盛られていたヒューオン粒子の影響でローズと別れた直後のターディスに突如空間転移し、10代目ドクターと遭遇する。ターディスにローズの服がまだ残されていたことからドクターを誘拐犯と決めつけ非難するが、ターディスを降りた直後にパイロットフィッシュに襲われ、さらにラクノスの女王の陰謀に巻き込まれていたことが発覚し、一連の騒動の中でドクターを見直すようになる。ラクノスの女王を倒した後にドクターから旅に誘われるが、平凡な生活を守るため誘いを断った。
その後ドナは旅の誘いを断ったことを後悔しながら生活を送り、蜂の失踪など奇妙な噂や出来事を追いかけて調査していた。この一環で驚異的な効用を持つアディポーズ社のダイエット薬に目をつけて潜入調査を行っていたところ、同じくアディポーズ社に潜入調査していた10代目ドクターを再会を果たす。アディポーズ社の陰謀をドクターとともに暴き、彼女はドクターとの旅に出向いた。なお、このエピソードにおいてローズと初めて遭遇している。旅の中でマーサとも出会って友好的な関係を築き、ソンターランの陰謀を打破した。
ドクターの未来を知る女性リヴァー・ソングと図書館で出会った際には影のエイリアンであるヴァシュタ・ナラーダによる襲撃を受け、図書館のシステムによりデータとして電脳世界へ送られた。ドクターの記憶を薄れさせながら電脳世界で息子と娘を授かる幸せな生活を享受していたが、やがて電脳世界が全くの空想の世界であることを悟り、崩壊する世界の中で配偶者と離れ離れになり、深い悲しみに暮れることとなった。
その後中国風の惑星シャンシェンでトリックスターの旅団の一味に声をかけられ、自身の過去に干渉される。本来左折してHCクレメンツに就職するはずの歴史で右折してしまい、結果としてドクターとドナが出会わない世界線が生み出された。ドクターはラクノスとの戦いで死亡し、マーサも月面で死亡、ロンドンは宇宙船タイタニック号の墜落で壊滅し、支援に乗り出そうとしたアメリカ合衆国はアディポーズ社による深刻な被害を受けた。ソンターランの侵攻はトーチウッドが食い止めたが、ジャック・ハークネスが行方不明となった。このねじ曲がった世界を正すため、パラレルワールドからやって来たローズと協力し、自らの命を賭して歴史の流れを修正することに成功する。この時ローズからバッド・ウルフという言葉を告げられ、それを聞いたドクターは宇宙に危機が迫っていることを悟る。
ドクターとともに急いで地球に駆け付けた直後、地球が何者かによって移動させられる。地球の現在地を探るためシャドー議会に乗り込み、メデューサ・カスケードに地球を含め27個の惑星が存在していることを知る。メデューサ・カスケードでダーレク族の創造主ダヴロスと対面し、彼から逃亡するとともに地球からの支援要請を受け地球に着陸し、ローズおよびジャックと合流する。その直後、地表に居たダーレクによりダーレク艦隊の下へターディスもろとも運搬される。ドナだけがターディスに乗った状態でダーレクによる破壊攻撃を受けるが、ジャックが保存していたドクターの手（かつてシコラックスに切断されたもの）から溢れた再生エネルギーと反応し、人間の肉体を持つメタクライシスドクターの誕生のきっかけとなる。同時にドナの肉体にもドクターの再生エネルギーが流れ込んだため、ドナも半人間半タイムロードの状態となる。タイムロードの持つ知識量をもってダーレク艦隊を退けるが、人間の肉体ではタイムロードの知識には耐えられないため、10代目ドクターの手で旅に関する記憶を全て抹消された。
平穏な生活が戻った頃、マスターによる人類総マスター化が開始され、ドナとウィルフレッドを除く人間全員が6代目マスターになる事件が起こる。このショックで旅の記憶が蘇り始めるが、ドクターがあらかじめ用意していた防衛機構が働いて周囲のマスターは倒れ、ドナも記憶を取り戻さずに済んだ。後にドナは結婚式を挙げ、ウィルフレッド越しに10代目ドクターから結婚祝いとして宝くじを渡された。

## その後の登場
11代目ドクターがリヴァー・ソングに盛られた毒で衰弱した際にターディスの対話ユニットを起動する場面があるが、この時対話ユニットがドナの姿をとっている。11代目ドクターが彼女に対し大きな罪悪感を抱いていることが明かされた。12代目ドクターが再生する前に意識を失っていた際には、他の歴代のコンパニオンとともにドナがドクターに呼びかけるシーンがある。
2022年5月には、2023年放送予定の『ドクター・フー』60周年記念番組での再登場が報じられた。演者はキャサリン・テイトが続投し、デイヴィッド・テナントの演じる10代目ドクターと共に復帰する。